# Territórios viquingues das Ilhas do Norte

Ilhas do Norte no século XII

Os territórios viquingues das Ilhas do Norte é um acontecimento histórico de conquista e assentamento de colonos viquingues procedentes principalmente de Noruega e que compreende os territórios insulares das Ilhas Hébridas e Ilha de Man (nórdico antigo: Seuðreyjar ou ilhas meridionales) e Ilhas Órcades e Xetlândia (nórdico antigo: Norðreyjar ou ilhas setentrionais) e que mais tarde se estendeu para regiões de Caithness e Sutherland em Escócia. As fontes de informação históricas que mais se contrastam sobre o desenvolvimento dos acontecimentos e os caudilhos que governaram aquelas terras são a saga Orkneyinga, saga de Njál, Chronica Regum Manniae et Insularum, História da Noruega, Anales fragmentarios de Irlanda, Anales de Tigernach, Anales de Inisfallen, Crónica dos reis de Alba e Heimskringla.
Todos os governantes sobre estes territórios foram vassalos dos Reis da Noruega, com algumas excepções periódicas e num período mais tardio foram os monarcas do Reino de Alba quem governaram Caithness e Sutherland. O primeiro jarl conhecido das Ilhas do Norte foi Rognvald Eysteinsson, jarl de Møre (m. 890) e primeiro jarl das Órcades e Shetland. Todos os governantes das Órcades, salvo uma exceção, foram descendentes de Rognvald ou de seu irmão Sigurdo Eysteinsson. Não obstante, em muitas partes as velhas tradições nórdicas seguiram patentes como se menciona nos Anais de Innisfallen que cita como as ilhas mais ocidentais (supostamente as Hébridas) não estavam governados por reis ou jarls sina pelas «assembleias de homens livres que regularmente elegiam um legífero para decidir sobre seus assuntos públicos», fazendo referência sobreposta aos típicos thing escandinavos.
As relações entre os diferentes jarls das ilhas não  foram sempre de todo cordiais como caberia esperar. Entre os séculos IX e XIII as disputas e ambições territoriais foram praticamente contínuas entre os senhores da guerra escandinavos, os reis irlandeses, eventualmente os pictos, o Reino de Dublim e inclusive a intervenção dos mesmos reis noruegueses (já fosse diretamente ou por seus vassalos, normalmente jarls das Órcades), e não há dúvida que a dinastia hiberno-nórdica dos Uí Ímair no final do século VIII teve muita influência nesses acontecimentos. Alguns desses caudilhos reclamaram o título de monarcas do [[Reino de Mann]], sobretudo no ocaso do domínio escandinavo. No final do século XI teve um breve período de governo direco da coroa norueguesa sobre as ilhas sob o reinado de Magno III ainda que cedo os descendentes de Godred Crovan tomariam o relevo para um longo domínio territorial como reis de Mann e as Ilhas.

## Reino de Mann
A Ilha de Man esteve sob domínio viquingue desde a década de 870, alguns dos novos residentes procediam de outros assentamentos hiberno-nórdicos e trouxeram consigo inclusive a língua gaélica o que demonstra um processo de assimilação e integração com a cultura e povos autóctones. Em comparação com outras localizações contemporâneas, os vestígios arqueológicos em Mann são bem mais abundantes que qualquer outro lugar das ilhas britânicas, ainda que os  registro históricos no entanto são escassos.

## Hébridas
A primeira menção histórica aparece nos Annais Bertiniani e a conquista das Hébridas interiores pelos viquingues em 847. A saga Orkneyinga, menciona que para 872 Haroldo I se fez com o poder de praticamente todos os Reinos víquingues da Noruega e muitos opositores escaparam para as Ilhas do Norte, ainda que a coroa seguiu perseguindo aos oponentes e em 875 (ou uma década mais tarde) incorporou as ilhas ocidentais ao reino. Um ano mais tarde os caudilhos viquingues locais levantaram-se em armas e Haroldo I enviou a Quetil Nariz Chato para subjugar aos rebeldes, coisa que conseguiu mas o preço foi a auto-proclamação de Ketil como «rei das ilhas», título que conservaria o resto de sua vida, ainda que alguns historiadores opinam que a descrição como monarca é excessiva já que se refere mais ao prestígio e influência conseguida como figura política. Segundo o historiador James Hunter «estava a cargo do domínio de uma ilha extensa e, em consequência, era suficientemente prestigioso para contemplar acordos e alianças com outros príncipes». Alex Woolf opina que a figura de Ketill «parece mais uma história criada de forma artificial e tardia para legitimar os direitos de soberania noruega na região».

### Dirigentes das Hébridas
| Data                | Nome                   | Governo                    | Notas                                                                      |
| ------------------- | ---------------------- | -------------------------- | -------------------------------------------------------------------------- |
| Dantes do século IX | Indech mac Dê Domnand  | «Rei de Fomoré».           | [ 7 ]                                                                      |
| Dantes do século IX | Balor, neto de Nét     | «Rei das Hébridas».        | [ 7 ]                                                                      |
| m. 937              | Gebeachan              | «Rei das Ilhas».           | Morreu na batalha de Brunanburh, lutando ao lado de Olaf III Guthfrithson. |
| m. 980              | Conmael mac Gilla Airi | «Rei tributário dos Gaell» | Morreu na Batalha de Tara, lutando ao lado de Olaf Cuaran.                 |

## Órcades e Shetland
O romano Plínio, o Velho já escreveu sobre as Órcades e os escritores gaélicos chamavam ao archipiélago Insi Orc (ilhas dos javalis), que os viquingues confundiram com orkn (foca em nórdico antigo). No século XI, os jarls das Órcades encontravam-se no apogeu de seu poder. O jarl Thorfinn o Poderoso, também governava sobre Caithness, Sutherland e parece muito provável também a costa ocidental de Escócia e as Hébridas. O historiador Magnús Stefánsson descreve a situação nas ilhas Hébridas e Mann como muito instável, em constante conflito e rivalidade entre caudilhos. O senhor da guerra procedente das Hébridas, Gofraidh Crobhán foi capaz de unificar ambos territórios como um reino praticamente independente. Entre 1098 e 1099 o rei Magno III de Noruega invadiu as Hébridas e afirmou seu direito sobre a soberania do arquipélago. Voltou a invadi-las entre 1102 e 1103 e os acontecimentos sugerem que Magnús pretendia unificar as Órcades, as Hébridas e Mann sob o controle de seu sucessor Sigurdo I de Noruega.

### Jarls das Órcades
As Órcades nunca foram governadas de forma independente, sempre estiveram submetidos à Coroa Norueguesa e os jarls também tinham domínio sobre Caithness (Escócia) e, até 1194 as ilhas Shetland Os jarls viquingues das Órcades foram:
- Reginaldo, o Sábio, jarl de Møre, século IX
- Sigurdo Eysteinsson (Sigurdo o Poderoso), irmão de Ragnvald, século IX
- Guthorm Sigurdsson, c. 890
- Achem Rognvaldsson, c. 891–c. 893
- Torf-Einarr (Turf-Einar), c. 893–c. 910
- Arnkel Turf-Einarsson, 946–954 (morto no campo de batalha em Stainmore, Inglaterra, entre os limites de Yorkshire e Westmorland em 954).[14]
- Erlend Turf-Einarsson, (m. 954) (morto junto a seu irmão Arnkell na batalha de Stainmore.)
- Thorfinn Hausakljúfr, c. 963–c. 976
- Arnfinn Thorfinnsson, com Havard, Ljot e Hlodvir, c. 976–c. 991
- Havard Thorfinnsson, com Arnfinn, Ljot e Hlodvir, c. 979–c. 980
- Ljot Thorfinnsson, com Havard, Ljot e Hlodvir, c. 976–c. 991
- Hlodvir Thorfinnsson, com Havard, Ljot e Hlodvir, c. 980–c. 987
- Sigurdo Hlodvirsson (Sigurdo o Forte), 991–1014
- Brusi Sigurdsson, com Einar, Sumarlidi e Thorfinn, 1014–1030
- Einar Sigurdsson, com Brusi e Sumarlidi, 1014–1020
- Sumarlidi Sigurdsson, com Brusi e Einar, 1014–1015
- Thorfinn Sigurdsson (Thorfinn o Poderoso), com Brusi e Reginaldo, 1020–1064
- Reginaldo Brusason, com Thorfinn, c. 1037–c. 1045
- Pablo e Erlend Thorfinnsson, 1064–1098
- Sigurdo I de Noruega (Sigurdo, o Cruzado), imposto por seu pai Magno III, 1098–1103
- Haakon Paulsson, filho de Paul Thorfinsson, com Magno, 1103–1123
- Magno Erlendsson (Magno, o Santo), com Haakon, 1108–1117
- Haroldo Haakonsson, com Paulo, 1122–1131
- Paul Haakonsson, com Haroldo, 1122–1137
- Reginaldo Kali Kolsson (Reginaldo o Santo), com Haroldo Maddadsson e Erlend, 1136–1158
- Haroldo Maddadsson, com Reginaldo, Erlend e Haroldo Eiriksson, 1134–1206
- Erlend Haroldosson, filho de Haroldo Haakonsson, com Haroldo Maddadsson, 1151–1154
- Haroldo Eiriksson, em Caithness, neto de Reginaldo Kali, com Haroldo, 1191–1194
- David Haroldosson, com Henrique e Jon, 1206–1214
- Henrique Haroldosson, em Caithness, com David e Jon, 1206–1215
- Jon Haroldosson, com David e Henrique, 1206–1231

A maioria de historiadores coincidem que Sigurdo o Poderoso, Thorfinn Sigurdsson e Haroldo Maddadsson foram os mais influentes e afamados jarls da história. Ainda que a efeitos históricos da Era Viquingue finalizou em 1066, os caudilhos hiberno-nórdicos dos territórios viquingues das Ilhas do Norte mantiveram o perfil clássico de guerreiro territorial,  mercenário, conservando alguns costumes pagãs, e sujeito às rotinas de clãs familiares típicos de Escandinávia, pelo menos até 1171 com o fim do último reinado de um monarca escandinavo em Dublim, Hasculf Thorgillsson e até 1266 com o Tratado de Perth e a perda de Caithness, Mann e as Hébridas a favor de Escócia.

## Veja-se também
- Lochlann
- Senhor das Ilhas
- Uí Ímair
- Hiberno-nórdico
- Norn
- Reino de Rhinns
- Dubgaill e Finngaill